# 이란의 민족
이 문서는 이란의 민족에 대한 설명입니다.
이란의 인구는 2016년 기준으로 약 8천만 명이며, 다민족으로 구성되어 있다. 페르시아인(마잔다란인, 길라키인 포함)이 61%, 아제리인(아제르바이잔인)이 16%, 쿠르드인이 10%, 루르족이 6%, 발루치족이 2%, 아랍족이 2%, 투르크멘족이 2%를 차지하며, 그 밖에 아르메니아인, 조지아인, 체르케스인, 아시리아인 등이 거주하고 있다.

## 개요
'고귀하다'라는 뜻을 가진 이란 사람들은 대체로 온순하며 여러 사람이 함께 토론하고 대화하는 것을 선호한다. 또한 대부분의 이슬람 국가에서 널리 사용되는 말인 "인샬라"(모든 것은 신에게 달려있다)라는 말을 자주 사용하며 이러한 정신이 삶 속에 깊이 새겨져 있어서 매사에 느긋하며 의사결정에 상당한 시일이 소요된다. 성격이 급하고 다혈질이어서 상대방이 자신에게 직설적으로 잘못을 지적하는 경우 이를 잘 참지 못하는 면이 있다. 또한 과거 페르시아 상인이라는 말이 있듯 상술에 정통하다. 
한편, 이란은 지역마다 서로 다른 인종, 언어, 문화적인 독립성을 가지고 있어서 지방색이 강하다. 이란에서는 다음의 이야기가 있다.
- 이스파한 출신은 열성적이고 지혜로워서 명석한 사업가가 많다.
- 야즈드 사람은 부지런한 농부가 많다.
- 타브리즈를 중심으로 분포하는 아제르바이잔인들은 강건하여 군인과 상인이 많다.
- 서부 자그로스 산지에 분포하는 쿠르드족은 종교적으로나 인종적으로 독립성이 강하여 과격한 전사가 많다.
- 시라즈 출신은 그 천성이 정열적이어서 시인이 많다.

## 페르시아족
이란의 인구 중 가장 많은 수를 차지하는 페르시아족은 기원전 12세기로부터 기원전 9세기까지 지금의 이란지역으로 이주하여 정착하였던 아리얀족의 대표적인 무리였으며 이들이 이란 중남부 지역의 파르스 지방에 정착하였기 때문에 이 지역명으로부터 페르시아라는 명칭을 가지게 되었다. 페르시아족은 쿠르드족과 같이 인도유럽어족의 일원이며 본래 백색 피부에 곱슬머리카락을 가진 자들로서 유럽인들과 같은 체질을 가지고 있었던 민족이다. 페르시아족이 이란 역사의 중심을 이루고 있으며, 흔히 '이란인'이라고 불리는 사람들은 바로 페르시아인을 뜻한다.

### 마잔다란인과 길라키인
마잔다란인과 길라키인은 이란의 북중부 카스피해 연안의 마잔다란 주와 길란 주에 많이 거주하며, 페르시아어와 비슷한 마잔다란어와 길라키어를 쓴다. 언어와 혈통적으로 페르시아인과 큰 차이가 없다.

## 아제리족
이란에서 두 번째로 많은 민족인 아제리족(아제르바이잔인)은 튀르키예인과 같은 튀르크족의 일파이다. 아제리족이 사용하는 아제리어는 아제르바이잔의 아제리족이 사용하는 언어와 같으며, 원주민들은 터키 사람들과 통역 없이도 어느 정도 의사전달이 가능할 정도이다. 주로 이란 북서부의 이란령 아제르바이잔에 거주하고 있다.

## 쿠르드족
인구 3천만 명 이상의 거대 민족임에도 불구하고 자신의 국가를 가지지 못한 쿠르드족은 서부의 산악지대에 거주하고 있다. 이란에 살고 있는 쿠르드족은 약 800만 명에 달한다.

## 투르크멘족 및 기타 소수 민족
투르크메니스탄과 접경한 후라산 지역에는 투르크멘족이 살고 있으며, 이란의 남부 지역에는 여러 소수 민족이 아직도 유목 생활을 유지하며 살아가고 있다. 이밖에도 서북부 지역에는 소수의 아르메니아인, 조지아인도 거주한다.
동남부에는 수니파를 믿는 발루치인들이 거주한다.

## 같이 보기
- 이란의 인구